# رضا نجیمی
رضا نجیمی سیاست‌مدار ایرانی بود، که در  دوره بیست و یکم ، دوره بیست و دوم و دوره بیست و سوم مجلس شورای ملی بعنوان نماینده آباده در مجلس شورای ملی حضور داشت.